# Christoph Werner
Christoph Werner (ur. XVI/XVII w. prawd. w Gdańsku, zm. 1650 w Gdańsku) – niemiecki kompozytor barokowy, działający w Polsce.
Wiadomości na temat jego życia są bardzo skąpe. Adolf Chybiński podaje w swoim Słowniku muzyków dawnej Polski, że przez pewien czas Christoph Werner był śpiewakiem Kapeli Królewskiej w Warszawie, skąd powrócił do Gdańska. W Gdańsku Werner otrzymał początkowo stanowisko substytuta, a później kantor w kościele św. Katarzyny, które piastował w latach 1646–1650. Po jego śmierci stanowisko to przejął Crato Bütner.
Jego uczniem w dziedzinie kompozycji był Christoph Bernhard.

## Twórczość
Komponował utwory religijne i świeckie. Z zachowanych utworów nagrane zostały na CD przez zespół Cappella Gedanensis pieśni biesiadne:
- Göttin deren weißes Licht (Bogini, której jasne światło)
- Auff, Auff und laßt uns singen (Naprzód, pójdźmy ze śpiewem)